# Зарипов, Эрот Якубович
Эрот Якубович Зарипов (20 июля 1938 — 12 марта 2009, Иштиряково) — художник, Заслуженный деятель искусств Татарстана.

## Биография
Родился в 1938 году в дер. Иштиряково Уинского района (ныне — Пермского края). Детство и юность прошли в дер. Ямады Янаульского р-на Башкортостана. После окончания школы приехал в Пермь, где начал постигать изобразительное искусство в художественной студии под руководством Виктора Кузина. В 1965 году окончил Львовский полиграфический институт. Много лет работал художественным редактором, главным художником, внештатным художником Таткнигоиздата, научным сотрудником ИЯЛИ КФАН СССР и т. д.

## Творчество
С 1977 года — член Союза художников СССР, активный участник республиканских, зональных и всероссийских художественных выставок. Эрот Зарипов известен и как один из ведущих мастеров, работавших в области книжной и станковой графики. Неоднократно награждался дипломами всероссийских конкурсов искусства книг.
В середине 1970-х годов, учась в аспирантуре Института языка, литературы и искусства им. Г.Ибрагимова, Эрот Зарипов занялся исследованием истории оформления татарской книги. Работая в архивах, отделе редких книг и рукописей Казанского государственного университета, художник открыл для себя богатейший и неизученный пласт татарской культуры. Образы Курсави, Утыз-Имяни, Акмуллы, Марджани, Кандалый и многих других поэтов, писателей, просветителей и мыслителей впервые увидели своё графическое воплощение в произведениях Эрота Зарипова. С творческой деятельностью мастера в этом направлении во многом связано возрождение интереса к изучению творческого наследия многих выдающихся мыслителей татарского народа. В технике линогравюра художник мастерски передает не только конкретные черты модели, но и обобщенный образ эпохи, дух времени, интеллект и силу личности.
Дух экспериментаторства, характерный живому и пытливому уму художника, заставляет его идти дальше, не только расширяя диапазон портретируемых персонажей, но и раздвигая рамки совершенствования техники исполнения и используемых материалов.
С конца 1980-х начала 1990-х гг. художник обращается к образам современников — писателей, поэтов, артистов, ученых, философов. Развивая портретный жанр в своих живописно-графических произведениях Эрот Зарипов становится истинным летописцем прошлого и современного татарской национальной культуры. Его обширные серии «Багышлау» («Посвящение») отражают образную галерею известных писателей и поэтов — Ильдар Юзеев, Шаукат Галеев, Равиль Файзуллин, Гариф Ахунов, Роберт Миннуллин и их современников — друзей, родных, одно сельчан, близких по духу людей.
Значительны работы Э.Зарипова в области книжной иллюстрации. Среди его работ — оформление детских книг, сказок, рассказов, стихов; подарочных альбомов, популярной литературы. В выразительных средствах черно-белой гравюры
художник, одаренный чувством цвета, сумел найти созвучие живописи. В книжной графике художник применяет и другие техники, обогащая и расширяя арсенал своих творческих возможностей. Им используется тушь, перо, гуашь, акварель. Виртуозность и живописность линии и цветового пятна, следование от образа к обобщению сочетаются с конкретностью видения и познавательностью. В детских книгах иллюстрации художника вводят ребёнка в мир красоты и богатства природы, доброго отношения к животным. Художник улавливает ритмику прозы или стихотворного текста, а сюжеты отличаются тонкостью психологических этюдов, меткостью рисунка.
Национальная тема со всей полнотой звучит в произведениях мастера, посвященных земле Татарстана («Здравствуй, земля родная»). В 1960—1970-е гг. традиция народного искусства начинает использоваться, главным образом, в плане приведения всей композиции к системе орнаментальной декоративности и зарифмованности её элементов, и в то же время, в стремлении к созданию образа-символа — изображение солнца как символа жизни и единения всего доброго на земле, женщины — как воплощения плодородия и непрерывности жизни, мужчины — как олицетворения силы и защищенности. Символика работ Эрота Зарипова лаконична, в плакатности образов которых проявился отказ от бытописательства и натурализма. Стилизация орнамента, обобщение традиционных татарских народных мотивов и узоров органичной тканью вплетается в произведение, придавая ему изысканность и метафоричность.

## Награды и признание
- Диплом II степени Всероссийского конкурса искусства книги (1974, Москва)
- Почётная грамота Татарского обкома КПСС и Совета Министров Татарской АССР (1981)
- Заслуженный деятель искусств Татарской АССР (1985)[3]
- Почётная грамота Министерства культуры Республики Татарстан (октябрь 2003) — за вклад в развитие изобразительного искусства Республики и в связи с 65-летием со дня рождения
- Юбилейная медаль «В память 1000-летия Казани» (август 2005)
- Медаль «За доблестный труд» (21.12.2006)[11]
- знак «За достижения в культуре» (октябрь 2008).

## Комментарии
1. ↑  В ряде источников деревня Ямады указывается местом рождения Э. Я. Зарипова[5][6][7].